# Happening bar
Happening bar (ハプニングバー) hoặc couple kissa (カップル喫茶 kappuru kissa) là các hình thức câu lạc bộ sex Nhật Bản. Đối với cả hai loại, các khách hàng tiềm năng phải trải qua một quá trình xác minh ban đầu để trở thành thành viên, sau đó phải trả một khoản phí vào cổng để gia nhập câu lạc bộ. Câu lạc bộ sẽ cung cấp đồ uống tại quầy bar (thường là miễn phí), phòng ốc cho việc quan hệ tình dục và thông thường cũng có nhà tắm. Việc vào cửa các couple kissa lại chỉ dành cho các cặp nam-nữ và phụ nữ độc thân, trong khi happening bar thì sẽ cho phép đàn ông độc thân vào cửa, tuy nhiên thường là phải trả một khoản phụ phí đáng kể (lên đến ¥25,000, trong khi phụ nữ có thể vào miễn phí). Việc vào cửa bị từ chối đối với người dưới tuổi vị thành niên (dưới 20 tuổi), các nhóm nam giới, người say xỉn hoặc kẻ xấu, và tại một số cơ sở thậm chí cả người nước ngoài.
Các quán happening bar và couple kissa tránh né các luật mại dâm Nhật Bản bằng cách không cung cấp hoặc hứa hẹn dịch vụ tình dục trực tiếp tại nơi đó, thay vào đó nhấn mạnh rằng những điều có thể xảy ra hoặc không thể xảy ra hoàn toàn do khách hàng quyết định. Trong một vụ việc nổi tiếng vào năm 2004, sau khi ngôi sao phim người lớn và đô vật Chocoball Mukai quảng bá trên trang web của bản thân rằng anh sẽ biểu diễn, quán happening bar "Rock" tại khu Roppongi ở Tokyo đã bị cảnh sát đột kích. Chocoball, người sau đó đã bị bắt quả tang khi đang thực hiện hành vi không đứng đắn với một ngôi sao phim người lớn khác, sau này đã bị kết án về hành vi gây mất trật tự công cộng và bị kết án 5 tháng tù giam, và câu lạc bộ đã bị buộc phải đóng cửa.